# Фонтен (Об)
Фонте́н (фр. Fontaine) — коммуна во Франции, находится в регионе Шампань — Арденны. Департамент — Об. Входит в состав кантона Бар-сюр-Об. Округ коммуны — Бар-сюр-Об.
Код INSEE коммуны — 10150.
Коммуна расположена приблизительно в 190 км к востоку от Парижа, в 90 км южнее Шалон-ан-Шампани, в 50 км к востоку от Труа.

## Население
Население коммуны на 2008 год составляло 296 человек.
| 1962 | 1968 | 1975 | 1982 | 1990 | 1999 | 2008 |
| ---- | ---- | ---- | ---- | ---- | ---- | ---- |
| 245  | 271  | 290  | 314  | 288  | 255  | 296  |

## Администрация
| Период | Период | Фамилия         | Партия | Примечания    |
| ------ | ------ | --------------- | ------ | ------------- |
| 1989   | 2001   | Марио Бастароли |        | преподаватель |
| 2001   | 2014   | Патрис Фарфелан |        | фермер        |

## Экономика
В 2007 году среди 198 человек в трудоспособном возрасте (15—64 лет) 152 были экономически активными, 46 — неактивными (показатель активности — 76,8 %, в 1999 году было 72,2 %). Из 152 активных работали 141 человек (75 мужчин и 66 женщин), безработных было 11 (2 мужчины и 9 женщин). Среди 46 неактивных 15 человек были учениками или студентами, 21 — пенсионерами, 10 были неактивными по другим причинам.